# مردان (فیلم ۱۹۲۴)
مردان (انگلیسی: Men) فیلمی در ژانر درام است که در سال ۱۹۲۴ منتشر شد. از بازیگران آن می‌توان به پولا نگری ، دیک ساترلند و  مانتی کالینز اشاره کرد.